# Schloss Reitenau
Schloss Reitenau är ett slott i Österrike.   Det ligger i distriktet Hartberg-Fürstenfeld och förbundslandet Steiermark, i den östra delen av landet, 100 km söder om huvudstaden Wien. Schloss Reitenau ligger 424 meter över havet.
Terrängen runt Schloss Reitenau är kuperad västerut, men österut är den platt. Närmaste större samhälle är Hartberg, 5,5 km söder om Schloss Reitenau. 
Trakten runt Schloss Reitenau består till största delen av jordbruksmark. Runt Schloss Reitenau är det ganska tätbefolkat, med 70 invånare per kvadratkilometer.